# فهرست شخصیت‌ها و اعلام قرآنی
درقرآن کریم دوگونه شخصیت مطرح اند پیامبران وجانشینان آنان و شخصیتهای دیگر علاوه برآن اسامی خاص دیگری تحت عنوان اَعلام (بفتح الف) آمده است.

## پیامبران و جانشینان آنان
پیامبران آن دسته ازشخصیتهای دینی هستند که درارتباط با وحی می‌باشند و در میان آنان پنج پیامبر اولوالعزم اند که صاحب دین و کتاب اند و بقیه مروجان دین آنان اند.

### آدم
شیث- ادریس

### نوح
هود- صالح

### ابراهیم
لوط- شعیب- زردشت- خضر- ایوب – اسحاق – یعقوب- یوسف- اسماعیل-قیدار بنیامین

### موسی
هارون- یوشع – سموئیل-ذوالکفل-الیاس-الیسع-داود- سلیمان –اسماعیل-عزیر-یونس-اشعیا-حنظله بن صفوان-زکریا-دانیال

### عیسی
خالد نبی- جرجیس- یحیی

### محمد
۱-امام علی۲-امام حسن ۳-امام حسین۴-امام سجاد۵-امام باقر۶-امام صادق۷-امام کاظم۸-امام رضا ۹-امام جواد ۱۰-امام هادی-۱۱-امام عسکری-۱۲-امام مهدی

## سایرشخصیتها
شخصیتهای دیگری درقرآن ازآنان یادشده‌است که برخی مثبت و بعضی منفی اند
آزر -ابولهب-ابلیس-آصف بن برخیا-ابوبکر-ابرهه-بلقیس-بخت النصر-بلعم باعورا-بنیامین-تارح-جالوت-حنا (مادر مریم)-حوا-خنوخ (جد نوح)-ذوالقرنین-راحیل-زلیخا-زید بن حارثه-سام پسر نوح-سلمان فارسی-سامری-شمعون-شداد-صفورا -طالوت-طرطوس-عمران (پدر مریم)-عمران (پدر موسی)-فرعون-فاطمه زهرا-قابیل-قارون-کالب بن یوفنا-کنعان (فرزند نوح)-لقمان حکیم-مؤمن یاسین -مریم -مؤمن آل‌فرعون -میریام-نمرود-هاروت و ماروت-هامان-هابیل -هاجر -یوکابد -یوسف نجار

## اعلام دیگر
و

### فرشتگان
جبرئیل (فرشته وحی)-میکائیل (فرشته روزی)-عزرائیل (فرشته مرگ)-اسرافیل (فرشته صور)

### اعلام مکانی درقرآن
ارم (شهرعاد)-طوی(اورشلیم)-موتفکات (شهرلوط)-طور(کوه سینا)-مکه-بکه احقاف (سرزمین قوم عاد)-مصر-ام‌القرا(مکه) -سبا-یثرب -مدین (شهرشعیب) -روم-طور سیناوطور سینین -کهف-حجر(صالح) -کوه جودی- بدر حنین (میان مکه ومدینه)بابل-صفا-مروه-عرفات-مشعرالحرام-بدر-منی-مدائن-دارالندوه-کعبه-اریحا-ایله-معراج

### اعلام زمانی درقرآن
اشهر الحرام یا ماه‌های حرام-لیلةالقدر یا شب قدر- ماه رمضان-السبت یا شنبه-یوم الجمعه یا روز جمعه -

### اعلام غزوات وسرایا
بدر۲۱۴بقره-احد۱۲۱ال عمران-غزوه حنین۲۵توبه-خندق۲۱۴بقره-حدیبیه۷توبه وفتح-غزوه بنی النضیر۲۰۶حشر-فتح مکه۱نصر-تبوک۳۸توبه-احزاب۹احزاب-غزوه یوم الفرقان]۲۱۴بقره-غزوه بنی نخله۱۱مائده-غزوه حمراءالاسد۱۷۲ال عمران-خیبر۱۵فتح-غزوه ذات السلاسل۱۱و۱عادیات

### اعلام مساجد
مسجدالاقصی یابیت المقدس
مسجدالحرام یا(بیت العتیق)یاکعبه یاقبله
مسجد قبلتین۱اسرا-مسجد قبا۱۰۷توبه-مقام ابراهیم (مصلی)

### اعلام واسباب نزول
بیش از۱۳۰نفر اسباب نزول آیات قرآن بوده‌اند

### سایر اعلام
کشتی نوح-عصا ی موسی-عصا یا هیکل سلیمان-تخت سلیمان -تخت بلقیس-ناقه صالح-الواح موسی- تابوت عهد-گوساله سامری-گاو بنی‌اسرائیل-حجرالاسود-سگ اصحاب کهف-ابابیل